# Branko Bajić
Branko Bajić, srbski komunist in pravnik, * (?) 1911 Novi Sad, Avstro-Ogrska, sedaj Srbija, † 19. november 1942, Novi Sad, Kraljevina Madžarska.

## Življenje in delo
Branko Bajić je bil organizator mladinskega kulturnega gibanja v Vojvodini. Bil je tudi urednik lista Naš život, s knjižnimi prispevki pa je sodelovat še pri mnogih drugih  časopisih in revijah. Leta 1940 je postal sekretar mestnega komiteja Komunistične partije Jugoslavije v Novem Sadu, nato okrožnega komiteja za južno Bačko; istega leta pa je bil na pokrajinski konferenci izvoljen za člana biroja Pokrajinskega komiteja KPJ za Vojvodino. Kot pravnik se je proslavil, ko je leta 1940 vodil obrambo 30-tih komunistov na procesu v Velikem Bečkerešu (sedaj Zrenjanin). Jeseni 1942 je skupaj s Svetozarjem Markovićem-Tozo (1913—1943) pričel izdajati list Slobodna Vojvodina. Preminil je v oboroženem spopadu z okupatorsko madžarsko policijo. 